# Spilosoma bicolor
Spilosoma bicolor är en fjärilsart som beskrevs av Walker 1862. Spilosoma bicolor ingår i släktet Spilosoma och familjen björnspinnare. Inga underarter finns listade i Catalogue of Life.